# 班諾克本 (喬治亞州)
班諾克本（英語：Bannockburn）是位於美國喬治亞州貝林縣的一個非建制地區。該地的面積和人口皆未知。

## 地理
班諾克本的座標為31°17′06″N 83°03′27″W / 31.28500°N 83.05750°W，而該地的平均海拔高度為69米（即226英尺）。